# لی مین وو
لی مین وو (انگلیسی: Lee Min-woo؛ زادهٔ ۲۸ ژوئیهٔ ۱۹۷۹) موسیقی‌دان اهل کره جنوبی است. وی از سال ۱۹۹۸ میلادی تاکنون مشغول فعالیت بوده‌است.